# Tibetanska
Tibetanska är ett språk i den tibeto-burmanska språkfamiljen. Språket talas enligt 1990 års folkräkning i Kina av drygt en miljon invånare. Det totala antalet talare av olika varianter av tibetanska torde uppgå till drygt sex miljoner.
Tibetanskans inhemska språk betyder bokstavligt "Tibet-språk"  (Wyl.: bod skad, THL: bö ké), dialekter kallas "vulgärt språk" eller "folkspråk"/"vulgärt språk" (Wyl.: phal skad, THL: pel ké), i kontrast mot "städat eller vördsamt tal" (Wyl.: zhe sa, i gammal stavning: Wyl.: rje sa), och bokspråk (Wyl.: yig skad), eller "dharmaspråk" (Wyl.: chos skad), de litterära idiom, vari de heliga skrifterna och andra klassiska verk är avfattade.

## Utbredningsområde och dialekter
Alla i Tibet talade språk med undantag av sokpa, som tillhör de mongoliska språken hör till den tibetoburmanska språkfamiljen.
1. Ü-Tsang-gruppen, som talas i den historiska provinsen Ü-Tsang, som omfattar större delen av den autonoma regionen Tibet;
2. Kham-Hor-gruppen, som talas i prefekturen Chamdo i Tibet, Kham (västra Sichuan) och södra Amdo (Qinghai);
3. Amdo-gruppen, som används i större delen av Amdo (Qinghai);
4. Dzongka-Sikkim-gruppen, vilka representeras av dzongkha i Bhutan och sikkimesiska i Sikkim;
5. Ladakhi-Balti-gruppen, som används i Ladakh, Baltistan och Kargil (purik);
6. Lahul-Spiti-gruppen, som talas i Lahul och Spiti samt Nyamkat.
7. Sherpa-Jirel-gruppen, som finns representerad i nordöstra Nepal; och
8. Kyiron-Kagate-gruppen, som talas i häradet Kyirong i Tibet samt i nordöstra Nepal.[3]

Stora skillnader råder mellan dialekterna och de är inte omedelbart ömsesidigt förståeliga. Dialekterna som talas i västra Tibet är de mest ålderdomliga och närmar sig sålunda skriftspråket. Den centrala Ü-Tsang-gruppen representeras genom talspråket i Lhasa, som numera utgör grunden för det standardiserade tibetanska talspråket i den autonoma regionen Tibet i Folkrepubliken Kina. De dialekter som skiljer sig mest från den centrala dialekten är dialekterna i Amdo, Ladakh och Baltistan, som till skillnad från Lhasa-dialekten inte utvecklat toner.
Takpa-språket i Arunachal Pradesh verka bilda en övergång mellan den centrala gruppen och sifan-dialekterna vid gränsen till det Egentliga Kina. På norra gränsen till Turkestan talas de nomadiska horpa-stammarnas idiom.

## Skriftspråk
Huvudartikel: Tibetansk skrift
Tibetansk skrift är en abugida som hör till Brahmifamiljen. Den sägs ha skapats i mitten av 600-talet av Thönmi Sambhota som på order av kung Songtsen Gampo färdades till Indien för att studera skrivkonsten. Den officiella ortografin standardiserades under tidigt 800-tal och har inte förändrats sedan dess trots stora förändringar av det talade språket.

## Uttal och fonologi
De viktigaste uttalsreglerna är:
- Av två eller flera konsonanter i början av en stavelse uttalas blott den sista och ofta med fonetisk förändring, av flera i slutet blott den första.
- Gutturaler och labialer med y blir palataliserade dentaler: ky och py blir c; g, y och by blir y; my blir ny och så vidare.
- Gutturaler, dentaler, labialer med r blir supradentaler: kr, tr pr blir [ʈ], gr, dr, br blir [ɖ], sr, sr, hr blir [ʂ], och så vidare.
- A, o, u framför d, n, l och efter y uttalas som ä, ö, ü, och -as, -os, -us i slutet övergår till ai, oi, ui (eller ä, ö, ü).
- G, d, b i ordslut blir k, p, t.

Sålunda uttalas bla-ma, "präst", la-ma; rgyal-po, "konung", jäl-po; bryod, "tal", jöt; dpya, "skatt", ca; hbras-bu, "frukt", dä-bu; spra eller spreu, "apa", deu, teu. Olika slag av accent (ton) spelar i tibetanskan ungefär samma roll som i kinesiskan, dock inte i samma utsträckning. I sammanhang därmed synes också växling i fråga om ljudens stämton förekomma. Intransitiva verbfraser synes ha börjat med tonande ljud, under det transitiva rotord hade icke tonande ljud samtidigt med att orden uttalades med högre ton.
Såväl ton- (accent-) som konsonantväxlingen synes bero på reduktionen av en gång befintliga prefix, som tjänat som böjningselement, ungefär som våra suffix (i vissa fall prefix). Den expiratoriska (ord-)accenten ligger som regel på rotstavelsen.

### Fonologi
Det fonologiska inventariet i tibetanskans standardformer d.v.s. Lhasas tibetanska:
|             |             | Bilabial | Dental | Retroflex | Palatal | Velar | Velar | Glottal |
| ----------- | ----------- | -------- | ------ | --------- | ------- | ----- | ----- | ------- |
| norm.       | velariserad | Bilabial | Dental | Retroflex | Palatal |       |       | Glottal |
| Klusil      | norm.       | p        | t      | ʈ         |         | k     | kʲ    |         |
| Klusil      | aspirerad   | pʰ       | tʰ     | ʈʰ        |         | kʰ    | kʰʲ   |         |
| Frikativ    | Frikativ    |          | s      | ʂ         |         |       |       | h       |
| Affrikat    | norm.       |          | ʦ      |           | ʧ       |       |       |         |
| Affrikat    | aspirerad   |          | ʦʰ     |           | ʧʰ      |       |       |         |
| Nasal       | Nasal       | m        | n      |           | ɲ       | ŋ     |       |         |
| Approximant | Approximant | w        |        |           | j       |       |       |         |
| Likvid      | norm.       |          | l      | ɽ         |         |       |       |         |
| Likvid      | aspirerad   |          | lʰ     | ɽʰ        |         |       |       |         |

|            | Främre | Främre | Bakre |
| ---------- | ------ | ------ | ----- |
| Sluten     | i      | y      | u     |
| Halvsluten | e      | ø      | o     |
| Öppen      | a      | œ      | (ɔ)   |

## Grammatik

### Klassisk tibetanska
Nutida tibetanska har ordföljden SOV.

#### Nomen
Nomen utmärks ofta med ett särskilt suffix: pä (po), ba (bo), ma (mö), som egentligen betecknar agent, till exempel cu, "vatten", cu-pa, "vattenbärare", men då ma (mö) i motsats till de övriga därjämte betecknar kvinnligt kön, anses dessa suffix som ett slags artikel eller genusmärke, som annars saknas i språket, till exempel böd-pa, "tibetan", böd-ma, "tibetanska"; mi-bo, "man", mi-mo, "kvinna". 
Tibetanskan är ett ergativt språk, vilket innebär att det är den som utför en handling som utmärks särskilt i satsen. Nomina och pronomina har sex kasus som inte uppvisar skillnad mellan singular och plural. Alla kasus, förutom absolutiv, uttrycks med olika partiklar som följer sitt huvudord och som ibland påverkas fonetiskt av huvudordet. De sex kasusen och deras partiklar är: ergativ (kyis),  genitiv (kyi), ablativ (las, nas), komitativ (dang), oblikt kasus (la, du, na) och absolutiv.
Pluralis uttrycks genom särskilda suffix: rnams (utt. nam) och dag eller cag, som inskjuts före kasusändelserna, till exempel: sangs fgyas (utt. sang-djä, "Buddha"), dativ singularis sangs rgyas la, dativ pluralis sangs rgyas rnams la. Vid flera substantiv i samma ställning, eller då substantiv bestämmes av ett (alltid efterföljande) adjektiv, fogas numerus- och kasusändelser blott till sista ordet.
Personliga pronomina, böjs som nomina, varvid genitiv uttrycker possessivum; men i stället för de ursprungliga pronominala formerna nyttjas, liksom i många östasiatiska språk, vanligen vissa hövlighetsord, olika för olika samhällsklasser.
Numeraler 1–10 på tibetanska:
| 1     | 2   | 3   | 4   | 5   | 6    | 7   | 8    | 9  | 10  |
| ----- | --- | --- | --- | --- | ---- | --- | ---- | -- | --- |
| ching | nyu | sum | shi | nga | trug | dün | gyay | gu | chu |
| ༡     | ༢   | ༣   | ༤   | ༥   | ༦    | ༧   | ༨    | ༩  | ༡༠  |

#### Verb
Verbet har fyra rotformer som under påverkan från sanskrit  benämns "presens", "imperfekt", "futurum" och "imperativ". Till exempel har verbet "göra" följande fyra former: byed (presens), byas (imperfekt), bya (futurum) och byos (imperativ). De olika verbformerna uttrycker dock främst inte tempus utan snarare verbens aspekt.
En stor del av den tibetanska verben delas upp i "kausativa-resultativa" verbpar.

### Modern tibetanska
Tempus och modus betecknas medelst tillfogade partiklar och hjälpverb med betydelsen "vara", "bliva", "göra" o. s. v., under det själva roten betraktas som nominalform (particip eller nom. actionis) med neutral (passiv) betydelse.

## Studiet av tibetanska
Tibetanskt språk och tibetansk litteratur blev bekanta i Europa först genom kapucinmunkar, som verkade i Lhasa i början av 1700-talet. Deras uppteckningar samlades av augustinmunken Aug. Antonio Georgi av Rimini (1711–1797) i Alphabetum tibetanum (1762). I Abel-Rémusats Recherches sur les langues tartares (1820) förekommer ett kapitel ägnat åt tibetanskan.
Bättre kännedom därom fick man emellertid genom Sándor Kőrösi Csoma, som utgav A grammar of the Tibetan language (1834) och Essay towards a dictionary, Tibetan and English (samma år), och missionären Heinrich August Jäschkes[källa behövs] banbrytande arbeten Tibetan Grammar (2:a uppl. 1883), Handwörterbuch der tibetischen Sprache (1871-75), Tibetan-english dictionary (1881), A short practical grammar of the tibetan language, with special reference to the spoken dialects (1868), "A simplified tibetan grammar" (utgiven av H. Wenzel 1883) ävensom avhandlingar i Berlin- och Petersburg-akademiernas skrifter samt i Journal of the Asiatic society of Bengal.
Andra grammatiska arbeten: Isaak Jakob Schmidt, Grammatik der tibetischen Sprache (1839), Philippe-Édouard Foucaux, Grammaire de la langue tibétaine (1858), Th. H. Lewin, A manual of tibetan (1879), Graham Sandberg, Handbook of colloquial tibetan (1894), V. C. Henderson, Tibetan manual (1903), C. A. Bell, Manual of colloquial tibetan (1905).
Ordböcker: Dictionary of the Bhotanta or Bhutan language (1828); J. J. Schmidt, Tibetisch-deutsches Wörterbuch (1841), H. Ramsay, Practical dictionary of Western Tibet (1890), Desgodins, Dictionnaire thibétain-latin-francais (1899), Sarat Chandra Das, Tibetan-english dictionary with sanskrit synonyms (utg. av G. Sandberg och A. W. Heyde, 1902). En inhemsk grammatik finns i Tandjur (mdo CXXIV).
| Wikipedia | Wikipedia har en upplaga på Tibetanska. |